# Kyaw Zin Htet
Kyaw Zin Htet (* 2. März 1990 in Rangun) ist ein myanmarischer Fußballspieler.

## Karriere

### Verein
Kyaw Zin Htet erlernte das Fußballspielen in der Mannschaft des Ministry of Sports & Science. Seinen ersten Vertrag unterschrieb er 2009 beim Kanbawza FC, dem heutigen Shan United. Der Verein spielte in der ersten Liga, der Myanmar National League. Von 2015 bis 2016 stand er beim Ligakonkurrenten Zwekapin United in Hpa-an unter Vertrag. Mitte Oktober 2016 wechselte er zum ebenfalls in der ersten Liga spielenden Yangon United. Mit dem Verein aus Rangun wurde er 2017 Vizemeister, 2018 feierte er mit dem Klub die myanmarische Fußballmeisterschaft. Den General Aung San Shield gewann er mit Yangon 2018 und 2019. Das Endspiel 2018 gewann man gegen Hanthawaddy United mit 2:1, 2019 ging man als Sieger gegen Shan United vom Platz. Das Spiel im MFF Charity Cup 2018 gewann man gegen Shan United im Elfmeterschießen.

### Nationalmannschaft
Kyaw Zin Htet spielt seit 2007 für die myanmarische Nationalmannschaft.

## Erfolge
Yangon United
- Myanmar National League: 2018
- General Aung San Shield: 2018, 2019
- MFF Charity Cup: 2018